# Kalmár Tibor (zeneszerző)
id. kis- és nagybudafai Kalmár Tibor (Budapest, 1893. június 16. – Parádfürdő, 1944. december 24.) magyar zeneszerző, karnagy, író, költő, újságíró.

## Életpályája
Édesapja főmérnök volt, édesanyja Liszt Ferenc-növendék. Hatéves korától tanult hegedülni. A középiskolát csak magántanulóként tudta befejezni, mert már tizenhét évesen elragadta a „könnyű múzsa”, kuplékat kezdett írni Kökény Ilonának. A Nemzeti Zenedében a hegedű és zeneszerzés szakon végzett.
1913-tól kezdett dalszövegeket írni. Első nagy sikere az első világháború idején, Reményi Béla (1883–1938) által megzenésített Mikor az est mesélni kezd volt.  1920-tól a legjobb nótaszövegírók közé tartozott. 1922-ben kezdett komponálni.
Háziszerzője volt Gózon Gyula Muskátli kabaréjának, vezetője az Intim Kabarénak és a Medgyaszay Színpadnak. Írt sanzonokat és kabarétréfákat is. A Bohémvilág című lap szerkesztője volt. Huszárdal című versét Lehár Ferenc megzenésítette. 1938-ban a Zeneakadémián ünnepelte pályakezdése 25. évfordulóját.
Szívbetegsége miatt Parádfürdőn kezeltette magát, itt érte a halál. Sírja a Fiumei úti sírkertben található (33-3-47).

## Ismertebb nótái
- Ha egy őszi estén
- Hogy mondja meg néked
- Kiballagok a vasúthoz
- Megy a kocsi, porzik az út utána
- Nem hiszem, hogy még egyszer is találkozunk vasárnap